# 16号
16号（じゅうろくごう）は、日本の漫画家、イラストレーター。性別未公表。プロレスを題材とした作品を手がけている。

## 来歴
医術書などの商業イラストレーターとして活動したのち、2014年1月8日ブシロード発売の『月刊ブシロード』にマンガ『すとろんぐすたいる』で商業漫画家としてデビュー。
同年5月号まで連載され、2015年5月号 -2016年4月号。2016年6月号から再び連載を再開させている(公式サイトでの表記は「不定期連載」)。

## 人物
年齢、性別ともに非公開であるが、「闘魂三銃士(を見て育った)世代」とのこと。

## 作品

### 漫画
- 「すとろんぐすたいる」（月刊ブシロード、2013年 - 連載中）
- 「じーれぽ ～G1 CLIMAX 26 突撃レポート～」（月刊ブシロード、2016年10月号）

### イラスト
- ふなっしーのおもてなっしー英会話[4]（主婦と生活社、2016年）原作:ふなっしー、監修：デイビット・セイン、企画協力：BUZZ LIGHT
- 月給プロゲーマー、1億円稼いでみた。（主婦と生活社、2016年6月）梅崎伸幸 - 表紙イラスト
- 王谷晶「おもしろいって何ですか？」（エブリスタ「monokaki」2018年7月12日 - 連載中） - イラスト担当